# Немцы в Люксембурге
На момент переписи (1 февраля 2011) в Люксембурге проживало 12 049 немцев, или 2,4% от общей численности населения. В абсолютном выражении количество немцев незначительно, но постоянно увеличивается, по сравнению с переписью 1970; Тем не менее их доля населения остаётся относительно стабильной с 1947 г. Средний возраст немцев немного выше, чем у населения Великого княжества и в целом составляет 42,1 лет против 38,7 лет. Подавляющее большинство немцев, живущих в Люксембурге, родились в Германии (78,2%), в то время как 12,4% родились в Люксембурге.

## Развитие и состояние немецкого население в Люксембурге
На 1 февраля 2011 года, 12 049 немцев проживало в Люксембурге, которые являются 2,35% населения (Таблица 1). По сравнению с предыдущей переписью в 2001 году количество немцев увечилось на 19,87%, но не выше роста остальных иностранцев, которые выросли на 35,89%, но выше, чем у люксембургцев 5,26% и выше чем прирост общего населения 16,56. Процент женщин с 51,36%, в то время как в общей численности населения, доля женского населения 50,24% практически сбалансировано. В среднем, немцы на 6,8 года, чем другие иностранцы в целом и 0,8 года старше, чем люксембугцы.
| Таблица № 1 Немцы в Люксембурге |            |              |        |            |
|                                 | Люксембург | Люксембургцы | Немцы  | Иностранцы |
| Перепись 2001                   | 439 539    | 277 254      | 10 052 | 162 285    |
| Перепись 2011                   | 512 353    | 291 831      | 12 049 | 220 522    |
| Прирост 2011 к 2001             | 72 814     | 14 577       | 1 997  | 58 237     |
| Рост 2011 к 2001 (%)            | 16,56%     | 5,26%        | 19,87% | 35,89%     |
| Мужчин (2011)                   | 254 967    | 143 151      | 5 861  | 111 816    |
| Женщин (2011)                   | 257 386    | 148 680      | 6 188  | 108 706    |
| Доля женщин (%)                 | 50,24%     | 50,95%       | 51,36% | 49,29%     |
| Средний возраст (лет)           | 38,7       | 41,3         | 42,1   | 35,3       |
| Доля в населении (%)            | 100%       | 56,96%       | 2,35%  | 40,69%     |

## Динамика численности

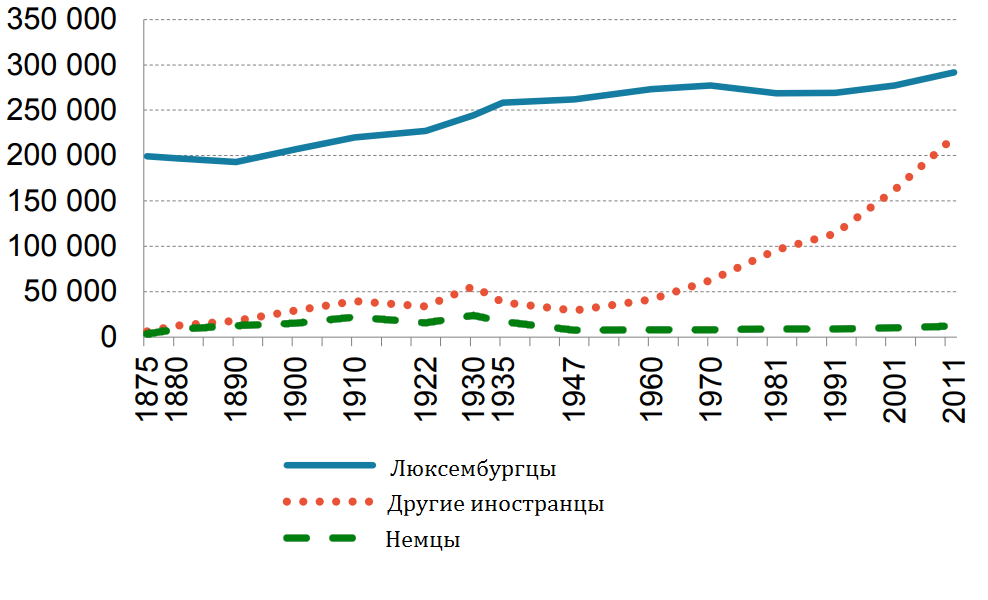
Динамика немецкого населения

В ретроспективе, число немцев после переписи 1970 года, слабо но неуклонно увеличилась. На 2011 год доля немцев составила 2,35% Тем не менее, общее население было почти 64 лет постоянным: для всех переписей с 1947 по 2011 эта доля колебалась в пределах 2,3% до 2,6%. В 1910 году община немцев достигала 21 762 немцев, около 8,4%  в общей численности населения - это самый высокий процентное значение во всех переписях с 1875. а в абсолютном выражении, немцы достигли в 1930 году когда община достигала 23 576 немцев.

## Возрастная структура

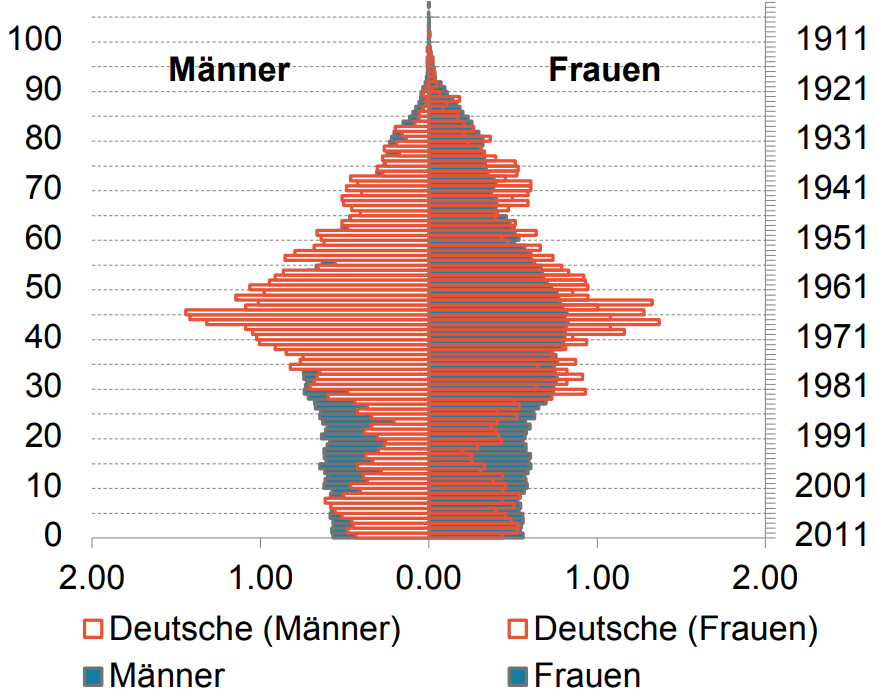
Половозрастная пирамида немцев 2011

На возрастная пирамида 2011 немцы показаны (прозрачным баром с красной каймой) по сравнению с общим числом  населения (синие полосы с серой окантовка). Поскольку обе группы по-разному большие, пропорции мужчин и женщин в соответствующей группе в целом одинаковое. В общей численности населения каждого Родился в возрастной группе 0-25 лет приблизительно равна сильный, в возрастной группе 26-45 лет являются пожилыми людьми Урожаи имеют тенденцию быть более занятыми и с 46 лет снять их относительно однородными. Возрастная пирамида немцев отличается резко от общей пирамиды всего населения. Детское население у немцев малочисленное, а также подрости и молодое население до 30 лет. Однако, немцы значительно более широко представлены в пределах от 35 до 70 лет. В возрасте 80 лет немцы, снова малочисленны. Относительное число немецких пенсионеров составляет 15,4 % от немецкого население (1851 немецкого пенсионера) в то время общее население Люксембурга насчитывает 71 742 пенсионера, т.е те кто старше 64 лет, что составляет 14,0% соответственно.

## Происхождение немцев
Из ныне живущих в Люксембурге немцев, 77,29% рождены в Германии и примерно один в Люксембурге восемь. Так 89,53% случаев происходит на первые 2 страны - Германии и Люксембурга. В позиции 3 до 5 следуют Франция, Польша и Бельгии, они дают в общей сложности 2,36% немецкого происхождения. На другие страны приходится 6,89%. 
| Таблица № 2 Немцы в Люксембурге |                     |           |          |
| №                               | Страна              | Население | Доля (%) |
| 1                               | Германия            | 9 313     | 77,29%   |
| 2                               | Люксембург          | 1 475     | 12,24%   |
| 3                               | Франция             | 114       | 0,95%    |
| 4                               | Польша              | 87        | 0,72%    |
| 5                               | Бельгия             | 83        | 0,69%    |
| 6                               | Другие страны       | 830       | 6,89%    |
| 7                               | Без указания страны | 147       | 1,22%    |
|                                 | Итого               | 12 049    | 100      |

## Расселение немцев

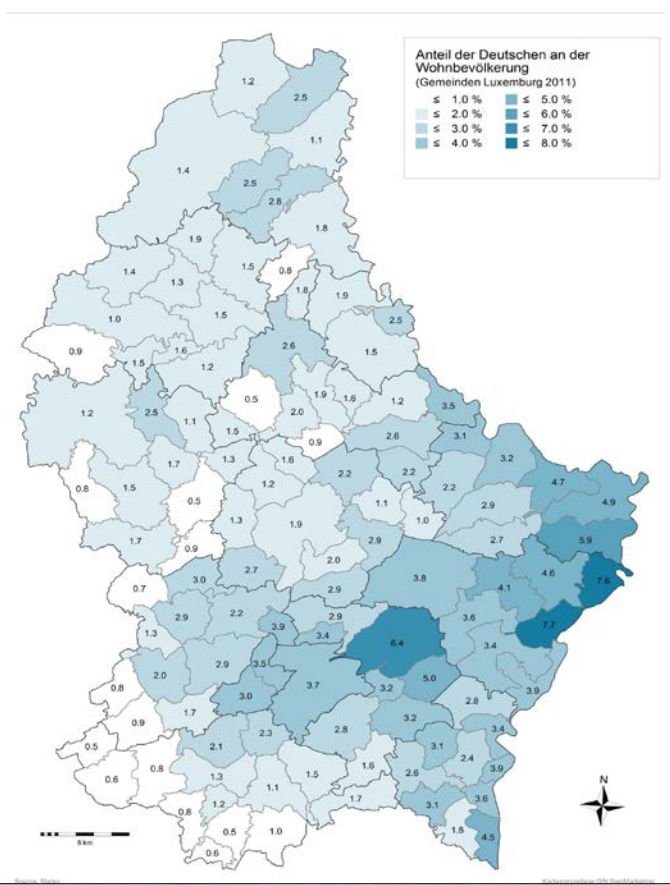
Расселение немцев 2011

В среднем по стране, немцы составили 2,35% Общее количество населения, в котором это значение отклоняется, видна на карте расселения. Самый высокий процент немцев в треугольнике Niederanven Echternach Schengen, с высокой долей в Mertert (7,6%) и Гревенмахер (7,7%) - потому, что два муниципалитета, граничат с Германией. Напротив есть муниципалитеты, граничащие с Германией и имеют меньшую долю немцев, там доля составляет около  Хайнершайда с 1,1%. В столице доля немцев 3,6% что выше среднего по стране, и большинство немцев живут в столице - 3 546 немцев. Ниже среднего имеют муниципалитеты на границе Бельгии или Франции.